# 접속! 무비월드
《접속! 무비월드》는 SBS TV에서 매주 토요일 오전 11시에 방송되는 영화정보 프로그램이다.

## 참고 사항
- 2005년 11월 6일 가을개편 때 막을 내리다가 2007년 5월 6일 TV 박스오피스가 접속! 무비월드로 바뀌었는데[1] 2008년 6월 부분개편부터[2] 토요일 오전 시간대에 방송되었다가 2019년 5월 16일부터 매주 목요일 밤에 방송되었으며, SBS가 《시크릿 부티크》를 끝으로 수목 미니시리즈를 잠정 폐지한 대신[3] 수목 예능을 신설에 따라 그 해 11월 30일부터 매주 토요일 오전으로 되돌아왔으며, 매주 목요일 밤 10시부터 1~3부 분할 편성된 《맛남의 광장》이 2020년 9월 3일부터 같은 요일 밤 8시 55분으로 이동하여[4] 1~2부 분할 방송에 따라 매주 목요일 밤 11시로 재이동하는 것도 검토되었으나 불발되었으며, 《맛남의 광장》은 개편 전까지의 시간대와 마찬가지로 1~3부 분할 방송된다.

## 방송 시간
| 방송 채널 | 방송 기간                         | 방송 시간                           |
| --------- | --------------------------------- | ----------------------------------- |
| SBS TV    | 1999년 4월 12일 ~ 1999년 7월 26일 | 매주 월요일 저녁 7시 15분 ~ 8시     |
| SBS TV    | 1999년 8월 8일 ~ 2005년 10월 30일 | 매주 일요일 낮 12시 10분 ~ 1시 10분 |
| SBS TV    | 2021년 7월 3일 ~ 현재             | 매주 토요일 오전 11시 ~ 12시 10분   |

## 결방 사유 및 편성 변경

### 2023년
- 9월 30일 : 추석 연휴 및 《2022 항저우 아시안 게임》 중계방송으로 인한 결방

### 2024년
- 12월 7일 : 윤석열 대통령 퇴진 뉴스특보로 인한 결방
- 12월 14일 : 윤석열 대통령 SBS뉴스특보 로 인한 결방

## 코너 소개
- 디렉터스 컷

진행: 김주우
- 영화 공작소

진행: 박성호, 주시은
- 이 영화 제목이 뭐지?

진행: 이인권
- 눈여겨볼 만하다

진행: 김소원
- 미안하다 몰라봐서

진행: 권성혁
- 기획

진행: 김기현

## 경쟁 프로그램
- 영화가 좋다 (KBS 2TV)
- 출발! 비디오 여행 (MBC TV)